# ماکسیم اوتوم
 ماکسیم اوتوم (انگلیسی: Maxime Authom؛ زادهٔ ۲۹ مارس ۱۹۸۷) یک تنیس‌باز اهل بلژیک است.